# アルバニアの国章
アルバニアの国章（アルバニアのこくしょう）はアルバニアの国旗から取られたものである。これは、スカンデルベクの紋章を元にしている。双頭の鷲の上の図形はスカンデルベクの山羊の角をつけたヘルメットである。
この紋章は、しばしば紋章の色に関する規則を破っていると言われる。黒色が赤色の上に描かれており、色の上に色を描くのは規則違反だからだが、黒色を色と看做すのはイギリス・フランスの慣習で、その他の地域ではファー（毛皮紋様）とされることも多い。

## 歴代の国章

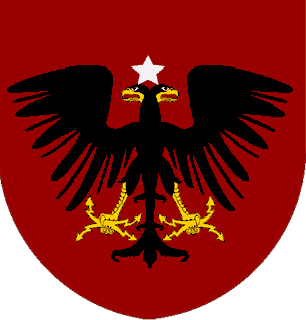
アルバニア公国の国章 (1914)
アルバニア公国の国章 (1915)
アルバニア共和国の国章 (1925 - 1928)
アルバニア王国の国章 (1928 - 1939)
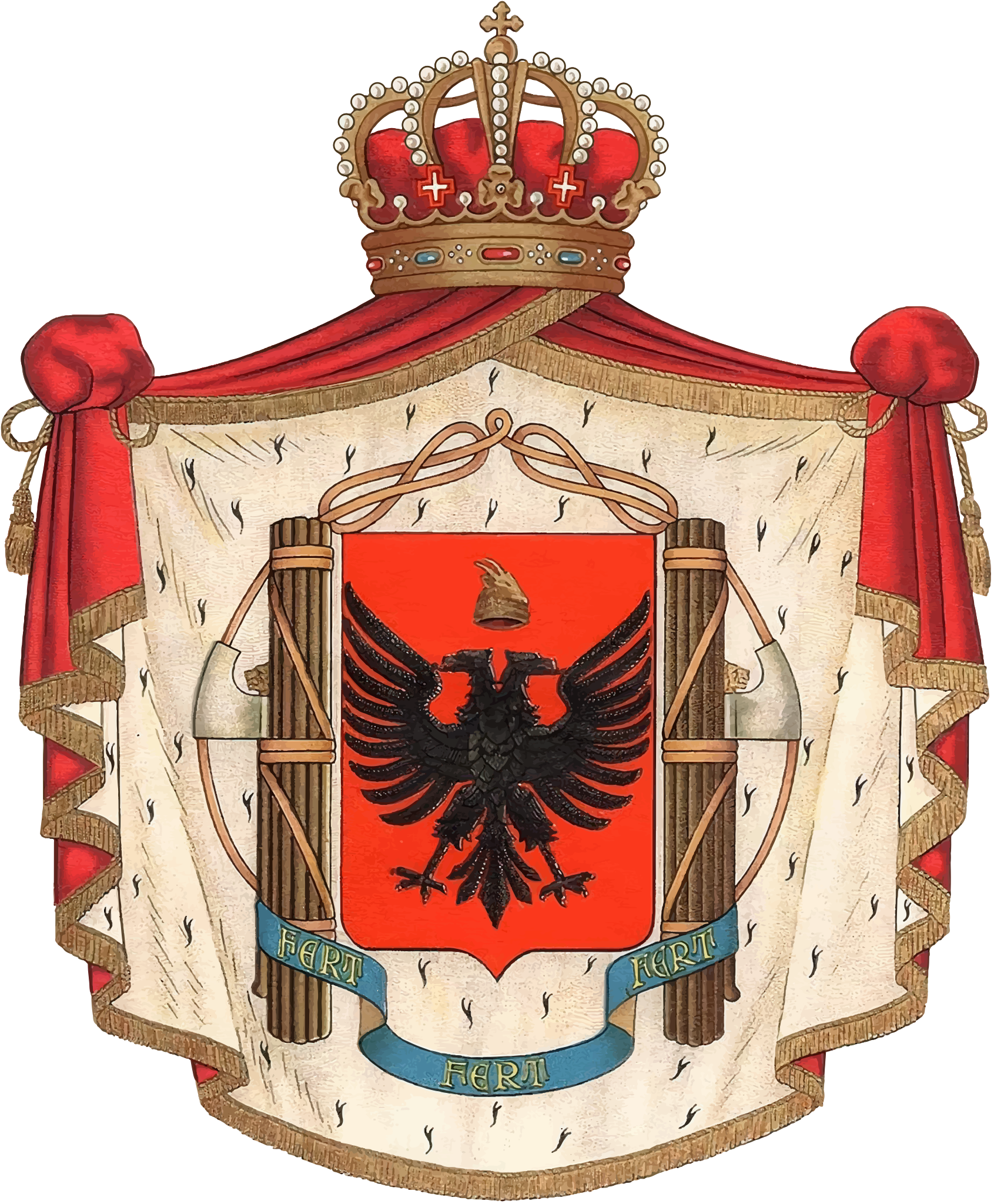
イタリア統治時代のアルバニアの国章 (1939 - 1943)
アルバニア社会主義人民共和国の国章 (1946 - 1991)
民主時代初期の国章 (1991 - 1998)